# Smáratorg-Turm

Smáratorg-Turm (2008)

Der Smáratorg-Turm (Smáratorg 3) ist ein Büro- und Geschäftsturm in Kópavogur (Island) und das fünfthöchste Bauwerk Islands. Mit einer Höhe von 77,6 Metern übertrifft der Turm die 74,5 m hohe Hallgrímskirkja und ist damit das höchste Gebäude Islands.
Der von dem Architekturbüro ARKÍS geplante Turm, der sich im größten Einkaufszentrum Islands Smáralind befindet, umfasst 20 Stockwerke. Die Bürofläche umfasst rund 14.400 m², die Geschäftsfläche rund 6000 m². Die Kosten des Gebäudes wurden 2006 auf rund 2.317.500.000 Isländische Kronen (etwa 30,8 Millionen Euro) geschätzt.
Der Turm wurde am 11. Februar 2008 eröffnet.

## Bildergalerie

Smáratorg-Turm (2010)
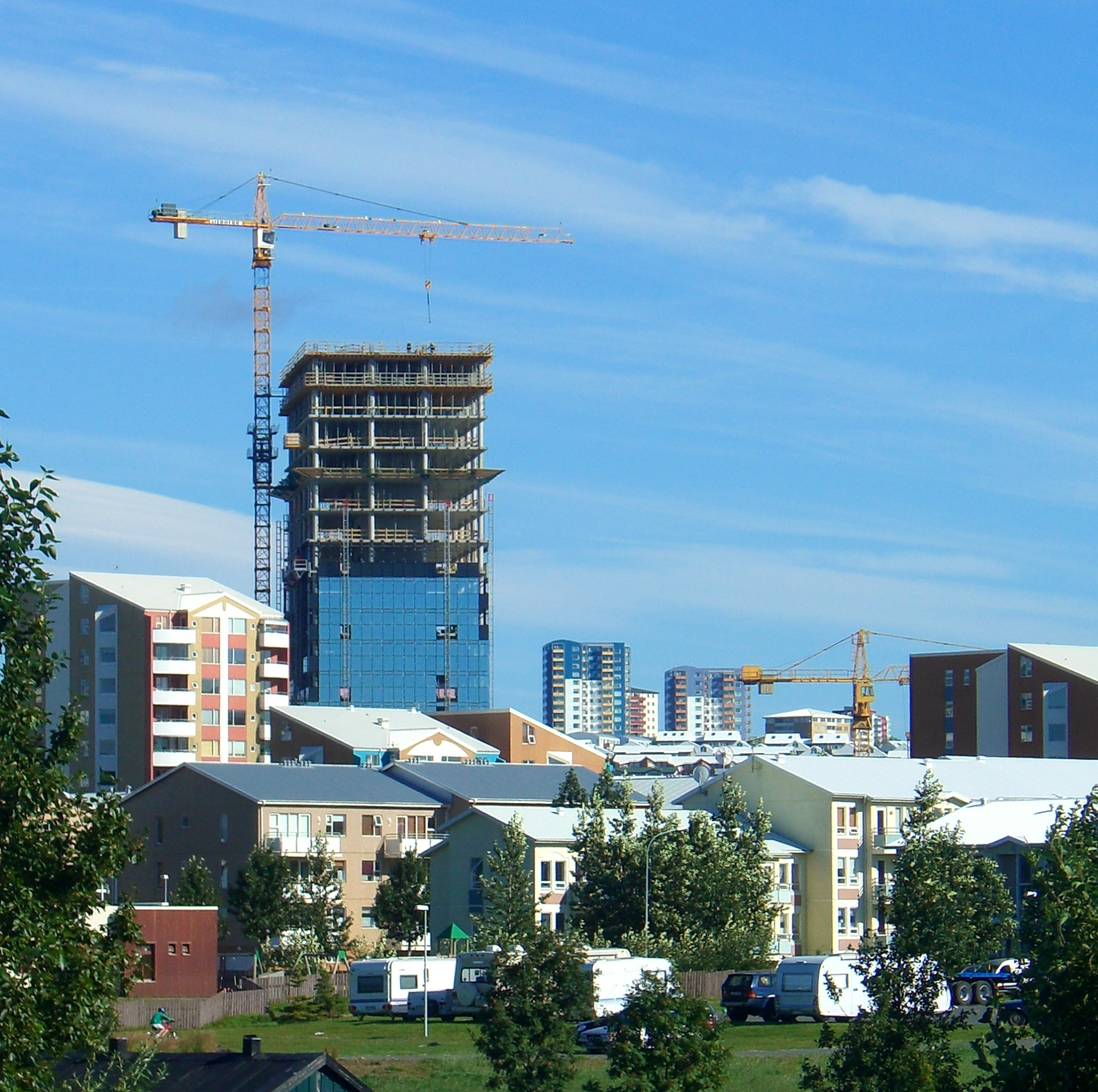
Smáratorg-Turm in Bau (2007)
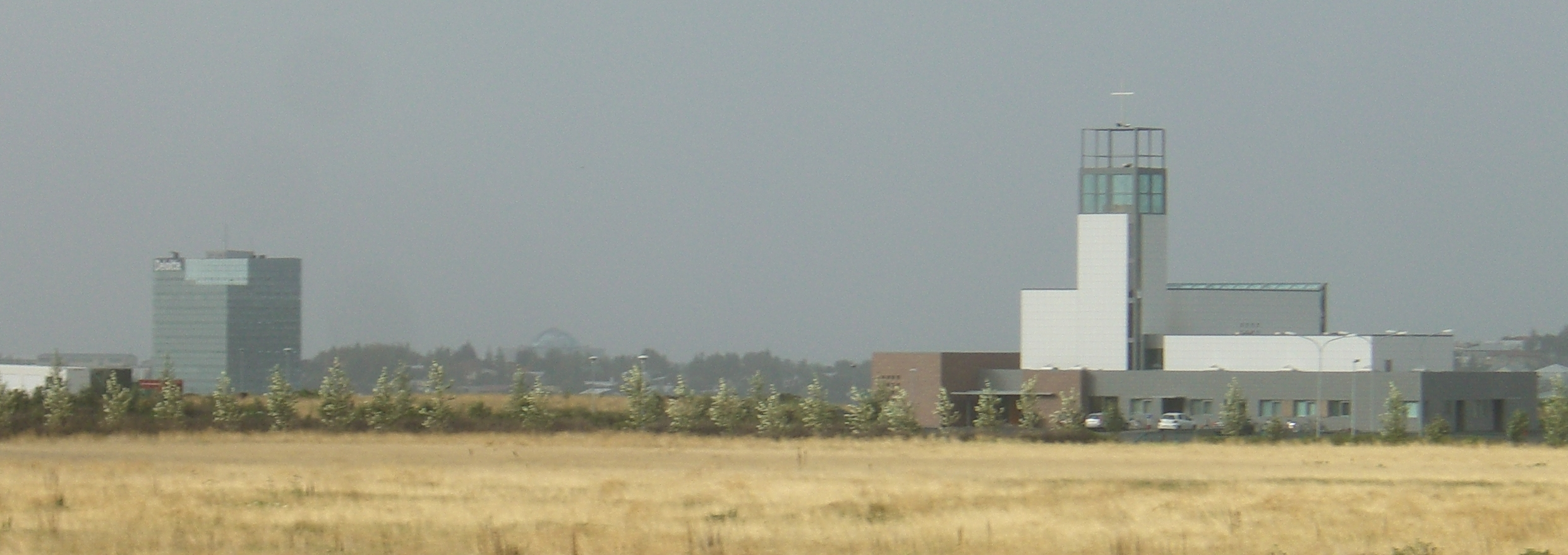
Smáratorg-Turm (links im Bild) und Lindakirkja (rechts im Bild) (2010)